# Reservas da Biosfera do Paquistão
As reservas da biosfera são estabelecidas de acordo com o programa Man and the Biosphere (MAB) da UNESCO para promover o desenvolvimento sustentável para a conservação da diversidade biológica e cultural. A partir de 2016, a Reserva da Biosfera Lal Suhanra e Ziarat Juniper Forest são as únicas duas reservas da biosfera no Paquistão, que foram aprovadas pela UNESCO em 1977 e 2013, respectivamente. Várias iniciativas e projetos foram realizados para promover e desenvolver outras reservas da biosfera no Paquistão, mas devido à fraca implementação, isso ainda não foi materializado. Em julho de 2012, o Museu de História Natural do Paquistão e o Museu de História Natural de Pequim assinaram um MoU para trabalhar na biodiversidade transfronteiriça e melhorar as atividades relacionadas ao MAB nas regiões de Karakoram, Himalaia e Hindukush.

## Lal Suhanra
Lal Suhanra é uma reserva da biosfera reconhecida pela UNESCO em 1977 e área protegida da Categoria U da IUCN.

### Localização e ecossistema
A reserva está localizada no Deserto do Cholistão, 36 km a leste de Bahawalpur, no Punjab, Paquistão. A área é plana e árida, com dunas de areia de até 4 m de altura e 2.470 acres (10,0 km2) de área. A área total da reserva é de 162.573 acres (657,91 km2), dos quais 44.318 acres (179,35 km2) é a área central, incluindo 4.731 acres (19,35 km2) de terras úmidas e o restante é zona de amortecimento. A região tem um deserto quente para o ecossistema semidesértico e o clima da região é hiperárido. A precipitação média anual varia de 100 a 250 mm e a água subterrânea é altamente salgada.

### Vida selvagem e atrações
O pantanal, o Lago Patisar, foi inicialmente construído como um reservatório de água e era um importante habitat para as aves aquáticas no inverno, mas agora é coberto em grande parte por caniçais e vegetação aquática. O parque tem cerca de 160 espécies de aves, incluindo a abetarda, o pântano, o falcão peregrino, o falcoeiro e o abutre do Egito, alguns dos quais são espécies ameaçadas de extinção. Os mamíferos da região incluem o blackbuck e o rinoceronte indiano, ambos criticamente ameaçados e quase extirpados, mas reintroduzidos. Várias espécies de cobras também são encontradas no parque, incluindo a cobra de Russell, a cobra-da-índia, a víbora escamada, a cobra-lobo e a jibóia.
Alguns vestígios arqueológicos de uma antiga civilização são descobertos ao longo do leito seco do rio Hakra, que atravessa o parque. De acordo com as estatísticas de 1997, cerca de 1 milhão de turistas nacionais e 50.000 estrangeiros visitaram o parque a cada ano.

## Vale Palas

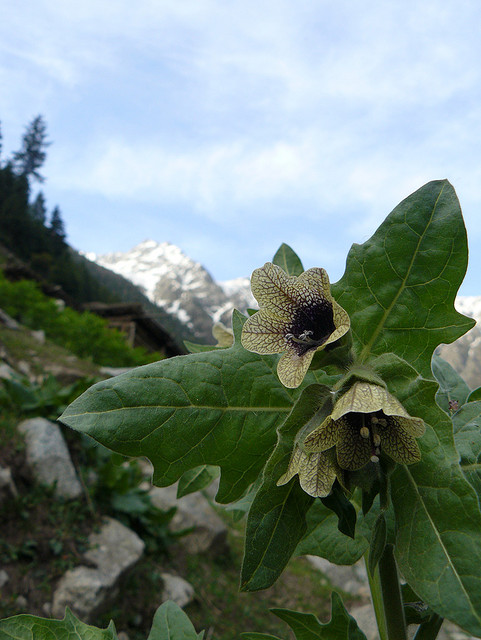
Vale Palas

Vale Palas é uma reserva potencial da biosfera localizada no distrito de Coistão da província de Khyber Pakhtunkhwa. O vale é o lar de vida selvagem e flora rara e endêmica. A maior população do oeste tragopan ameaçada de extinção pode ser encontrada no vale. Palas também suporta a população de 7 outras espécies raras de aves, incluindo o toutinegra-das-folhas de Tytler. Em 2003, uma missão de campo realizou estudos detalhados da região para determinar seu potencial para o Patrimônio Mundial ou a Reserva da Biosfera MAB. O estudo concluiu que a região tem os atributos de uma reserva da biosfera, no entanto, certas questões persistem, como preservação contínua do vale e envolvimento da população local.

## Ziarat Juniper Forest
Ziarat Juniper Forest é uma reserva da biosfera reconhecida pela UNESCO em 2013. É a maior floresta de zimbro natural contígua no Paquistão. É também o segundo mais antigo, atrás do da Califórnia. O ecossistema florestal é considerado o segundo maior do mundo e abriga algumas das espécies mais antigas de Juniperus excelsa. A floresta tem um significado global porque é considerada vital para o seqüestro de carbono.

### Animais selvagens
Existem muitas espécies importantes encontradas neste ecossistema, incluindo animais e aves, o markol de Suleiman, urial, urso preto e lobo, bem como espécies mais comuns, como pika-afegão, raposa, chacal e várias espécies de aves como a perdiz chukar. encontrado. A floresta também contém uma rica diversidade de espécies de plantas de importância medicinal, com mais de 50% das 54 espécies catalogadas com valor medicinal ou etnobotânico, que as pessoas locais usam como tratamentos indígenas para uma variedade de doenças. Em Ziarat, uma erva chamada Efedrasinica é encontrada em abundância a partir da qual uma substância química chamada efedrina é extraída.